# Agylla galactina
Agylla galactina är en fjärilsart som beskrevs av J. Peter Maassen 1890. Agylla galactina ingår i släktet Agylla och familjen björnspinnare. Inga underarter finns listade i Catalogue of Life.